# 阚泽
阚泽（208年前—243年），字德潤，會稽山陰人，東漢末及三國时期的学者。
闞澤雖然出身農家，但他非常好學，閱覽群書，更精通曆法，聞名當世。舉孝廉後曾當過錢唐縣長和郴縣縣令。孫權當驃騎將軍時，任命他為西曹掾。孫權稱帝後，任用闞澤為尚書，嘉禾年間任中書令、侍中。238年，受孫權吩咐教導十四歲的皇子孫和讀書和技藝。赤烏五年（242年）加任太子太傅。翌年十一月逝世，孫權因此而痛心，數日吃不下飯。
闞澤是徐岳的学生，为刘洪的《乾象曆》做注，并且在东吴推行该曆法。因為努力鑽研儒學，封都鄉侯。另外他亦反對酷刑，呂壹犯姦淫罪而執法官員建議以酷刑懲治以儆效尤，他則認為在這個繁盛文明的年代，不應該再用這些酷刑。

## 演義中的闞澤
阚泽是第一个识破周瑜打黄盖苦肉计的人，后自告奋勇向曹操献诈降书，喬裝成漁夫模樣潛入曹營，被曹操识破后仍面不改色，哈哈大笑，一番妙言便让曹操相信了诈降书，是苦肉计中的关键人物。
夷陵之戰爆發時，劉備打敗先鋒孫桓，朝著荊州節節進逼。闞澤立刻向孫權推舉陸遜為統帥，但遭群臣以陸遜無實際戰功為由而駁回，闞澤即以全家性命為擔保，力薦陸遜。而後成為統帥的陸遜果然不負所望，打敗了劉備。

## 動漫遊戲
- 《火鳳燎原》（陳某）:設定為水鏡學府之老師，擅長天文地理，於赤壁之戰時登場。

## 延伸阅读
[在维基数据编辑]
 《三國志/卷53》，出自陳壽《三國志》